# Enigmatische Leiter

Enigmatische Leiter auf c.

Absteigende enigmatische Leiter auf c.

Die enigmatische Leiter oder enigmatische Skala (enigmatisch = ‚rätselhaft‘, von griechisch αἴνιγμα aínigma ‚das Rätsel‘) ist eine nichtdiatonische (aber heptatonische) Tonleiter, die der Bologneser Musikprofessor und Komponist Adolfo Crescentini (1854–1921) entwickelte.
Die Skala wurde als Harmonisierungsaufgabe in der Gazzetta musicale di Milano, dem Musik-Journal des Verlages Ricordi, am 8. August 1888 als „Curiosità… armoniche“ veröffentlicht.
Sie besteht in der aufwärtsgerichteten Form aus den Tönen C, Des, E, Fis, Gis, Ais und H. In der abwärtsgerichteten Form wird das Fis durch ein F ersetzt. Sie zeichnet sich dadurch aus, dass drei Halbtonschritte zusammen gruppiert sind und dadurch im Rest der Leiter eine (aufwärts) oder zwei (abwärts) übermäßige Sekunden (Hiatus) entstehen und Parallelbildungen in Tetrachorden vermieden werden.
Acht Harmonisierungen (zwei von Vittorio Norsa und je eine von Augusto Ferrari, Giuseppe Cerquetelli, Aldo Forlì, Ciriaco Celestino, Luigi Pucci und Crescentini selbst) wurden am 26. August desselben Jahres veröffentlicht. Giuseppe Verdi verwendete die Skala als Grundlage seiner Komposition eines Ave Maria 1889, das in seiner zweiten, stark abweichenden Version von 1897, an erster Stelle des sogenannten Zyklus der Quattro pezzi sacri stehend, (wieder-)veröffentlicht wurde.

## Namensgebung
Die Bezeichnung „Scala enigmatica“ wurde zuerst in Ricordis Partiturdruck der Quattro pezzi sacri von 1898 verwendet. Ausführlich im Index als „Ave Maria. Scala enigmatica armonizzata a quattro voci.“ und in der Partitur des Ave Maria selbst als „Scala enigmatica“ vor derjenigen Gesangsstimme, in der sie vorgetragen wird. Verdi selber bezeichnete seine Komposition als „sciarada“, als „Scharade“ im Sinne eines gelösten Rätsels.